# Héron
Héron és un municipi belga de la província de Lieja, a l'antic comtat d'Haspengouw. L'1 de setembre de 2009 tenia 4766 habitants.

## Història
L'1 de setembre de 1830, només unes setmanes abans de la revolució belga, Guillem I dels Països Baixos va atorgar a John Cockerill una concessió d'unes 450 hectàrees de mines de fer, situades al territori dels municipis de Couhtuin, Lavoir i Huccorgne, el que va ser l'inici d'un breu període d'industrialització. Aquestes explotacions, esdevingudes poc rendibles, faç a les importacions de millor preu, van aturar-se després de la segona guerra mundial. Al nucli de Roua també es van explotar uns jaciments de plom, però com que eren d'un accés molt difícil per a la infiltració d'aigua la mina va haver de tancar-se el 1875.
El municipi actual va crear-se a l'1 de gener de 1977 després de la fusió de Héron, Couthuin, Lavoir i Waret l'Évêque.

## Economia

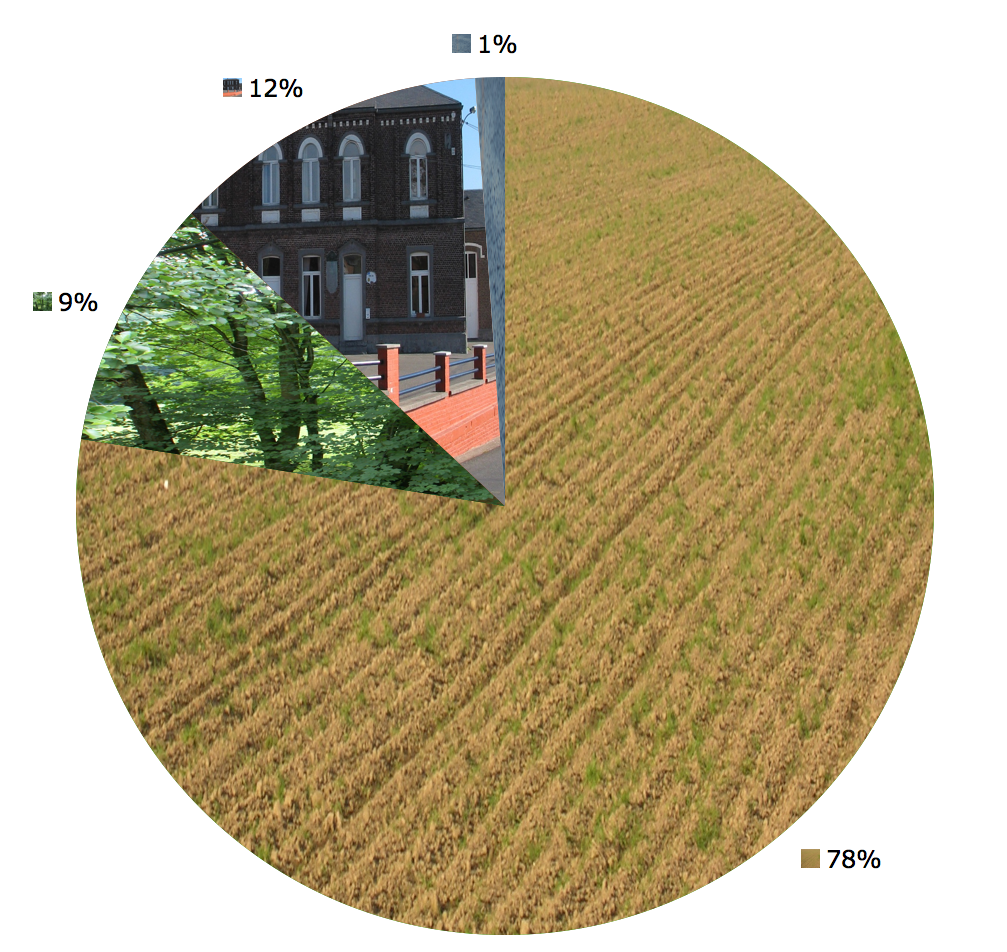
Utilització del sòl al 2005:
78% conreu i pastures
9% bosc
12% construccions i carreteres
1% diversos

Tret d'un interludi industrial molt curt al segle xix, la major activitat econòmica sempre va ser l'agricultura i uns indústries derivades: molí de farines biològiques, fabricació d'aliments per a bestiam,. Des de la fi del segle passat, es va començar la viticultura al Fond du Ry.

## Nuclis i llocs dits

### Héron
- - Boingt

### Couthuin
- - Marsinne
  - Roua

## Monuments i llocs d'interès

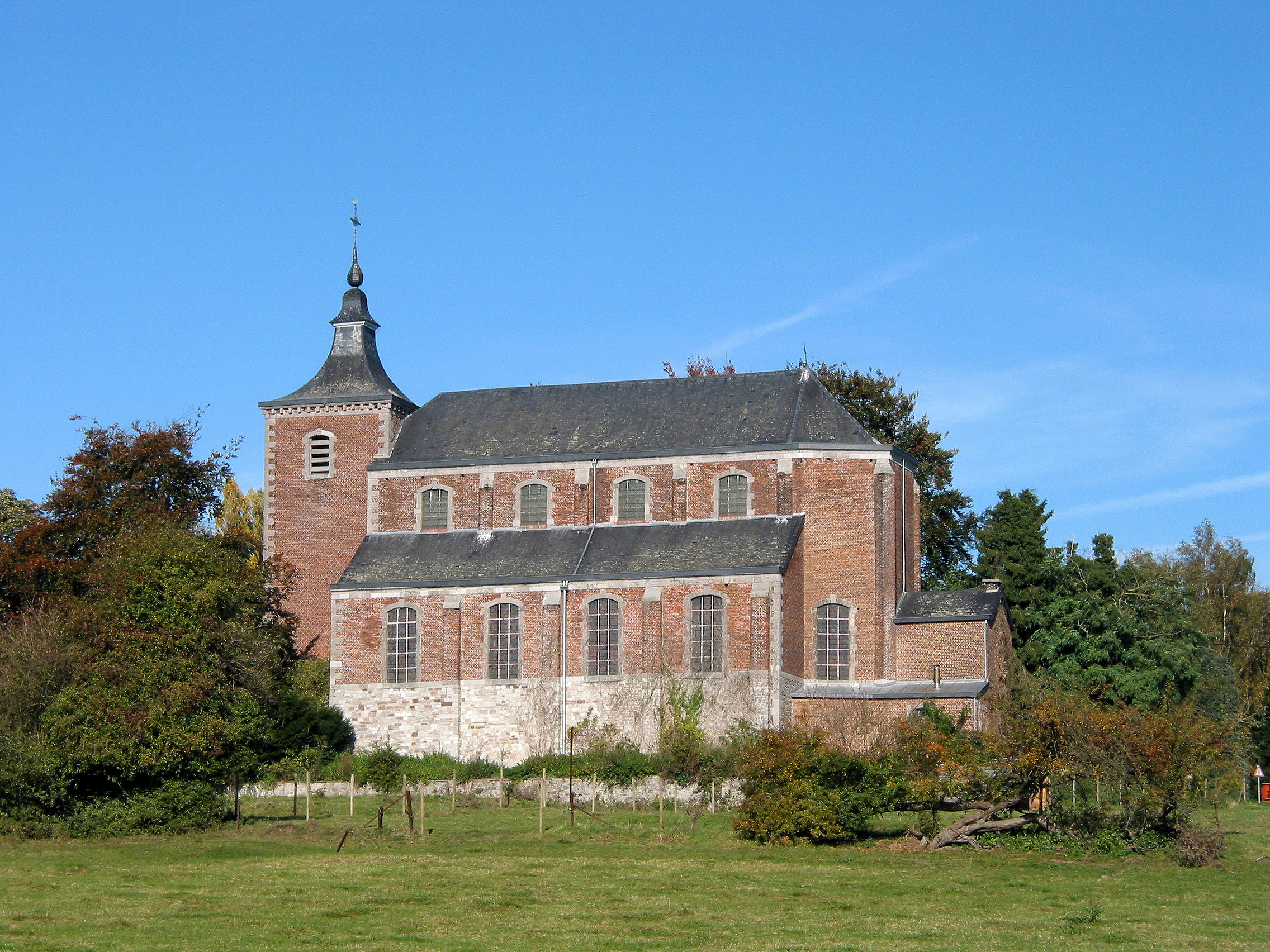
Església de Sant Marti d'Héron

- L'edifici de 1866 de l'arquitecte Jean-Lambert Blandot que va aposentar l'administració municipal, l'escola i el jutjat de pau d'Héron
- La capella de Lavoir, al cim d'un turó, probablement al lloc d'una fortalesa medieval.
- La Ferme du Château (masia del castell), una masia quadrilàter típica d'Haspengouw. A l'edat mitjana era la seu d'un jutjat feudal.
- Tres masies dels (segles xvi i xvii), unes de les més velles d'Haspengouw al nucli de Marsinne, un antic al·leu de la col·legiata de la Mare de Déu de Huy.
- El pou i l'església de Sant Hubert de Waret l'Évêque.

1. ↑  «Registre de la població de Bèlgica». Arxivat de l'original el 2009-10-07. [Consulta: 17 octubre 2009].